# Mathilde Schjøtt (författare)
Mathilde Schjøtt, född Dunker den 19 februari 1844 i Kristiania, död där den 13 januari 1926, var en norsk författare. Hon var dotter till Bernhard Dunker, gift med Peter Olrog Schjøtt (från 1867) och mor till Mathilde Schjøtt.
Hon vistades från sitt 13:e till sitt 22:a år mest i danske skalden Christian Winthers hem, och i hans krets påverkades hon litterärt. Utom många kritiska essayer i tidskrifter och tidningar författade hon Alexander Lange Kielland. Liv og værker (1904). Hon var länge medlem i den 1884 stiftade Norsk Kvindesagsforenings första styrelse.